# Wilhelm Biese
Wilhelm Biese (* 20. April 1822 in Rathenow; † 14. November 1902 in Berlin) war ein deutscher Klavierbauer und Fabrikant international exportierter Pianinos.

## Leben

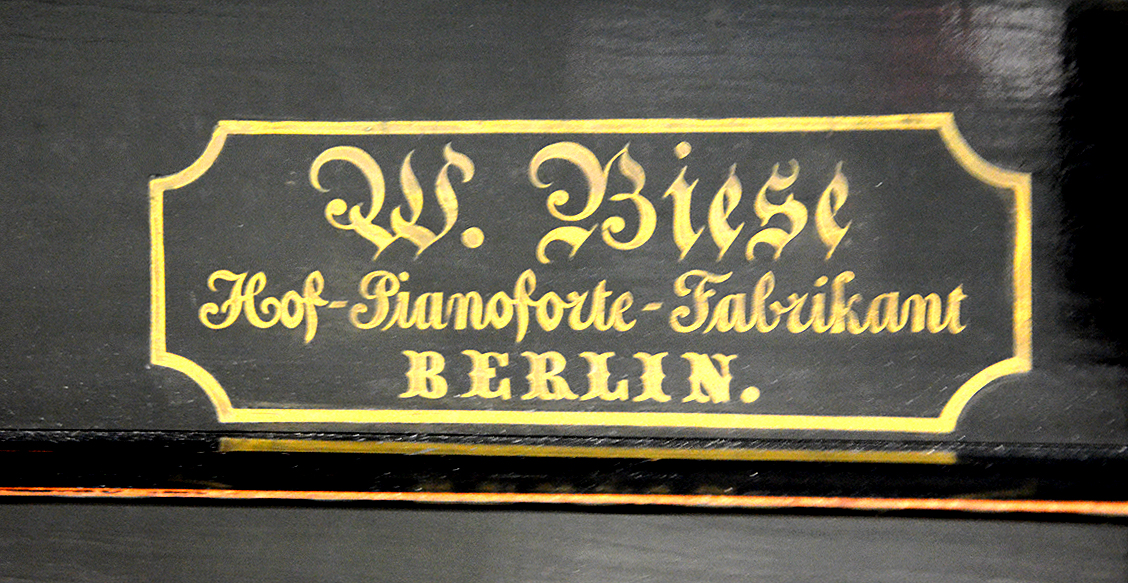
Typenschild „W. Biese, Hof-Pianoforte-Fabrikant, Berlin“;
gesehen im Kinderkrankenhaus auf der Bult

Geboren zur Zeit des Königreichs Preußen und zu Beginn der Industrialisierung, wirkte Wilhelm Biese ab 1851 „als geschätzter Klavierbauer“ in Berlin, der sich mit seiner in der preußischen Hauptstadt 1853 gegründeten Manufaktur auf die Herstellung von Pianinos spezialisierte und sich bald einen internationalen Ruf erwarb. Biese baute auch Flügel und war zum Hoflieferant ernannt worden. Die W. Biese Flügel- und Pianinofabrik befand sich am Weigandufer 18 in Neukölln, die Verkaufsräume in der Wilhelmstraße 56.

## Verwendung der Produktmarke heute
Klaviere, die unter dem Namen W.Biese heute als Neuinstrumente angeboten werden, stammen aus chinesischer Produktion.